# Marta Linden
Pour les articles homonymes, voir Linden.

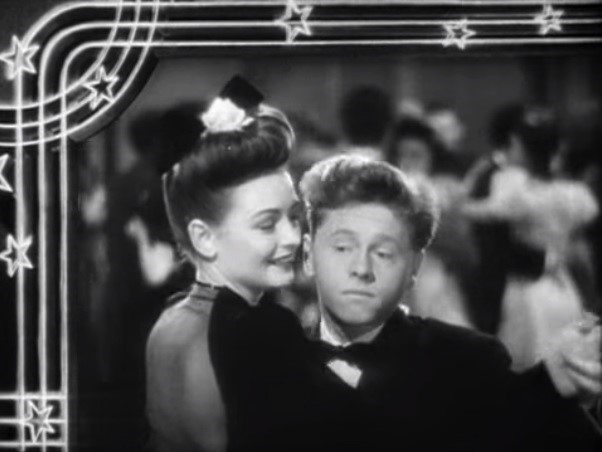
Avec Mickey Rooney, dans Un drôle de lascar
(1942, bande-annonce)

Marta Linden, née le 24 octobre 1903 à New York, ville où elle est morte le 13 décembre 1990, est une actrice américaine.

## Biographie
Marta Linden fait une brève carrière au cinéma, contribuant à quinze films américains (dont trois courts métrages), les trois premiers sortis en 1942 (ex. : Prisonniers du passé de Mervyn LeRoy, avec Ronald Colman et Greer Garson), les trois derniers en 1945 (ex. : Règlement de comptes d'Edward Buzzell, avec Lana Turner et Laraine Day). Entretemps, mentionnons André Hardy préfère les brunes de George B. Seitz (1944, avec Mickey Rooney et Bonita Granville).
À la télévision américaine, elle apparaît dans trois séries, la première étant The Philco Television Playhouse (deux épisodes, 1948-1949). Elle tient son ultime rôle au petit écran dans un épisode (1954) de Woman with a Past (en).
Davantage active au théâtre, Marta Linden joue notamment dans sa ville natale à Broadway, où elle collabore à cinq pièces ; la première est Joyeux Chagrins de Noël Coward (1946-1947, avec Clifton Webb et Jan Sterling) ; la troisième est Ardèle ou la Marguerite de Jean Anouilh (1950, avec Philip Tonge) ; la dernière est représentée en 1954. Hors Broadway, citons Le Plus Heureux des milliardaires de Cordelia Brexel Biddle et Kyle Crichton, jouée à Boston (Massachusetts) en 1958, aux côtés de Victor Jory.

## Filmographie partielle

### Cinéma
- 1942 : Un drôle de lascar (A Yank at Eton) de Norman Taurog : Winifred Dennis Carlton
- 1942 : Prisonniers du passé (Random Harvest) de Mervyn LeRoy : Jill
- 1942 : Le Cargo des innocents (Stand By for Action) de Robert Z. Leonard : Mary Collins
- 1943 : The Youngest Profession d'Edward Buzzell : Edith Lyons
- 1943 : Three Hearts for Julia de Richard Thorpe : May Elton
- 1943 : La Parade aux étoiles (Thousands Cheer) de George Sidney : la première infirmière avec Frank Morgan Skit
- 1944 : André Hardy préfère les brunes (Andy Hardy's Blonde Trouble) de George B. Seitz : Mme Townsend
- 1944 : Maisie Goes to Reno d'Harry Beaumont : Winifred Wini Ashbourne
- 1944 : See Here, Private Hargrove de Wesley Ruggles : Mme Holliday
- 1945 : Règlement de comptes (Keep Your Powder Dry) d'Edward Buzzell : Capitaine Sanders
- 1945 : L'Aventure (Adventure) de Victor Fleming : une femme au bar avec Gus

### Télévision
- 1948-1949 : The Philco Television Playhouse, saison 1, épisode 6 La Mariée célibataire (This Thing Called Love) de Fred Coe et épisode 44 Pretty Little Parlor

## Théâtre

### Broadway (intégrale)
- 1946-1947 : Joyeux Chagrins (Present Laughter) de Noël Coward : Joanna Lyppiatt
- 1948 : The Men We Marry d'Elizabeth Cobb et Herschel Williams : Julie Madison
- 1950 : Ardèle ou la Marguerite (Cry of the Peacock) de Jean Anouilh, adaptation de Cecil Robson, mise en scène de Martin Ritt, décors et costumes de Cecil Beaton : la comtesse
- 1950 : The Curious Savage (en) de John Patrick, mise en scène de Peter Glenville, costumes d'Anna Hill Johnstone : Lily Belle
- 1954 : The Starcross Story de Diana Morgan : Chloe Gwynn

### Autres lieux (sélection)
- 1958 : Le Plus Heureux des milliardaires (The Happiest Millionaire) de Cordelia Drexel Biddle et Kyle Crichton (Boston) : Cordelia Biddle[1]

## Note et référence
1. ↑  Ce rôle est repris par Greer Garson dans l'adaptation au cinéma de 1967, sous le même titre.